# Ocrepeira pedregal
Ocrepeira pedregal là một loài nhện trong họ Araneidae.
Loài này thuộc chi Ocrepeira. Ocrepeira pedregal được Herbert Walter Levi miêu tả năm 1993.